# Sigfrid Svensson
Sigfrid Oscar Svensson, född 1 juni 1901 i Löderups församling, Kristianstads län, död 14 augusti 1984 i Lunds domkyrkoförsamling, Lund
,, var en svensk folklivsforskare. 

## Biografi
Svensson blev filosofie kandidat 1925, filosofie licentiat 1929 och filosofie doktor 1935 på avhandlingen Skånes folkdräkter: en dräkthistorisk undersökning 1500–1900. Han anställdes vid Nordiska museet i Stockholm 1924, var intendent där 1935–1946 och professor i nordisk och jämförande folklivsforskning vid Lunds universitet 1946–1967. Han genomförde studieresor till bland annat Tyskland, Österrike, Tjeckoslovakien, Ungern, England, Schweiz och de baltiska länderna. 
Svensson invaldes som ledamot av Gustav Adolfs Akademien för svensk folkkultur 1942, av Humanistiska Vetenskapssamfundet i Lund 1947, av Vetenskapssocieteten i Lund 1947, hedersledamot av Samfundet för Nordiska museets främjande 1948, ledamot av Vitterhets-, historie- och antikvitetsakademien 1958 och av Fysiografiska sällskapet i Lund 1964. Han var verkställande redaktör för Fataburen 1931–1946 och för Rig 1958–1982.